# 艾森林
艾森林（法語：Forêt de Haye，法語發音：[fɔʁɛ də ɛ]）是法国大東部大區摩泽尔省的一片广阔的森林，占地约10000公顷，其中6500公顷为国有。艾森林相对较新；据光学雷达观测表明，该地在罗马高卢时期主要为农场，后来才被森林覆盖。